# Liste von Landschaftsarchitekten und Gartengestaltern

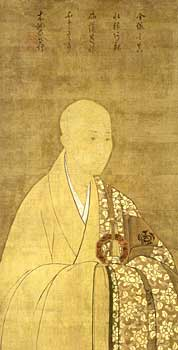
Musō Soseki, auch Musō Kokushi genannt (1275–1351)

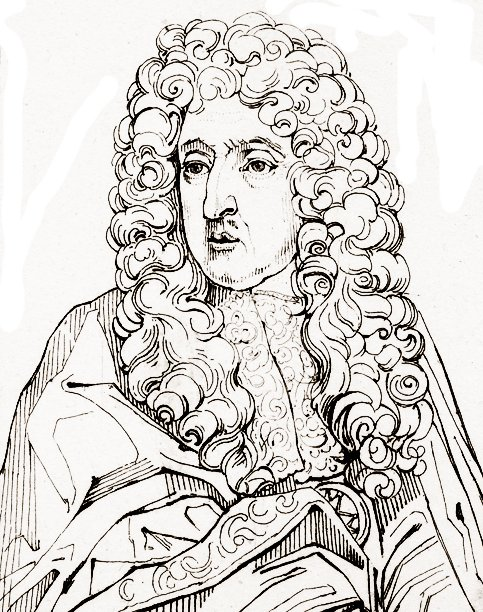
André Le Nôtre (1613–1700)

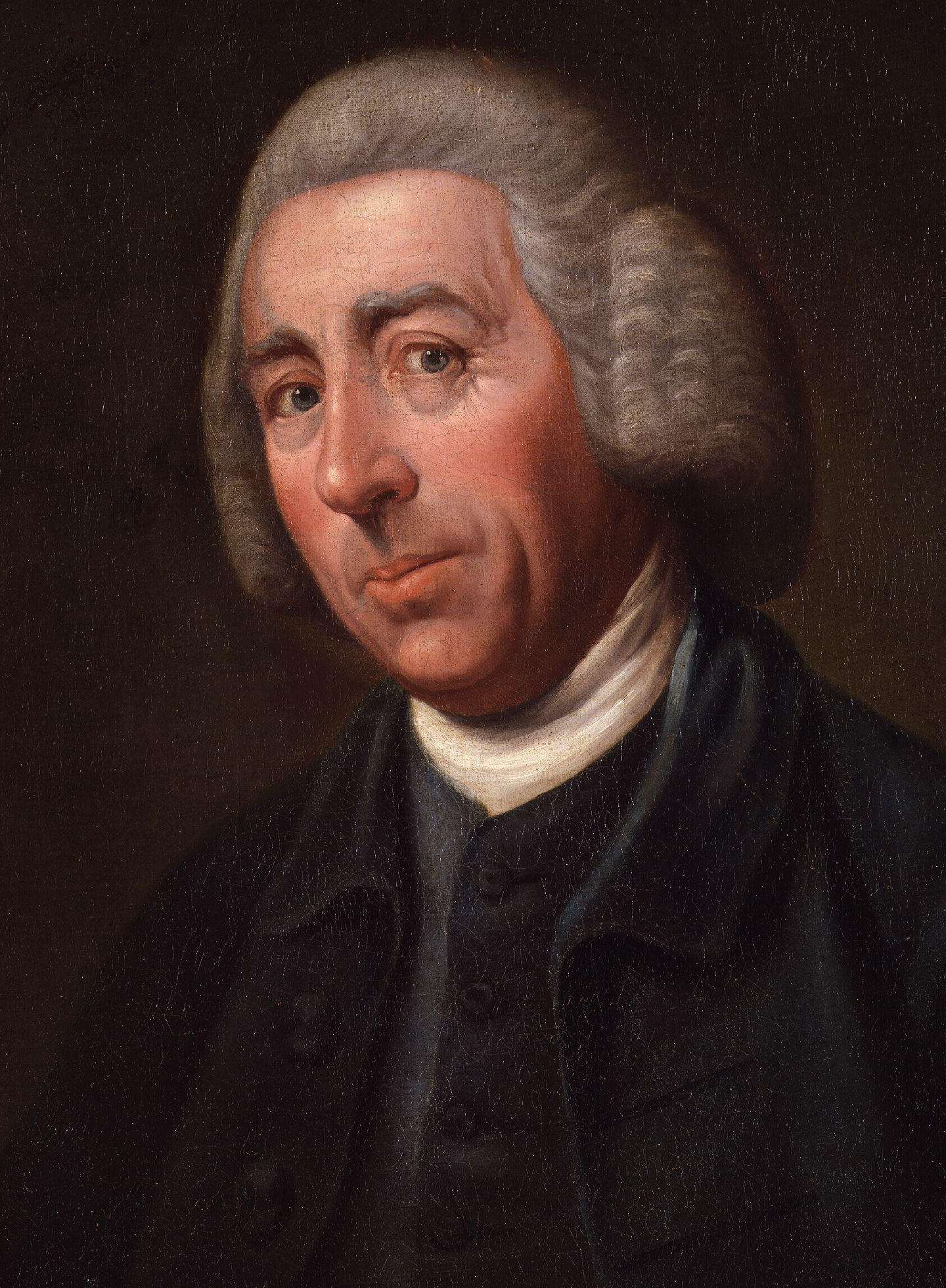
Capability Brown (1716–1783)

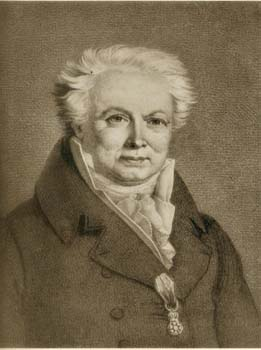
Friedrich Ludwig von Sckell (1750–1823)

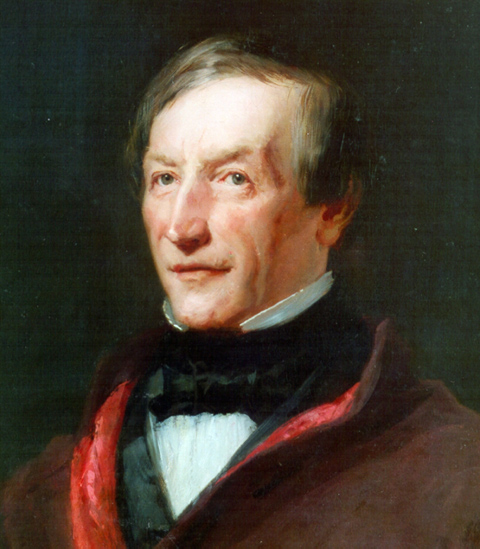
Peter Joseph Lenné (1789–1866)

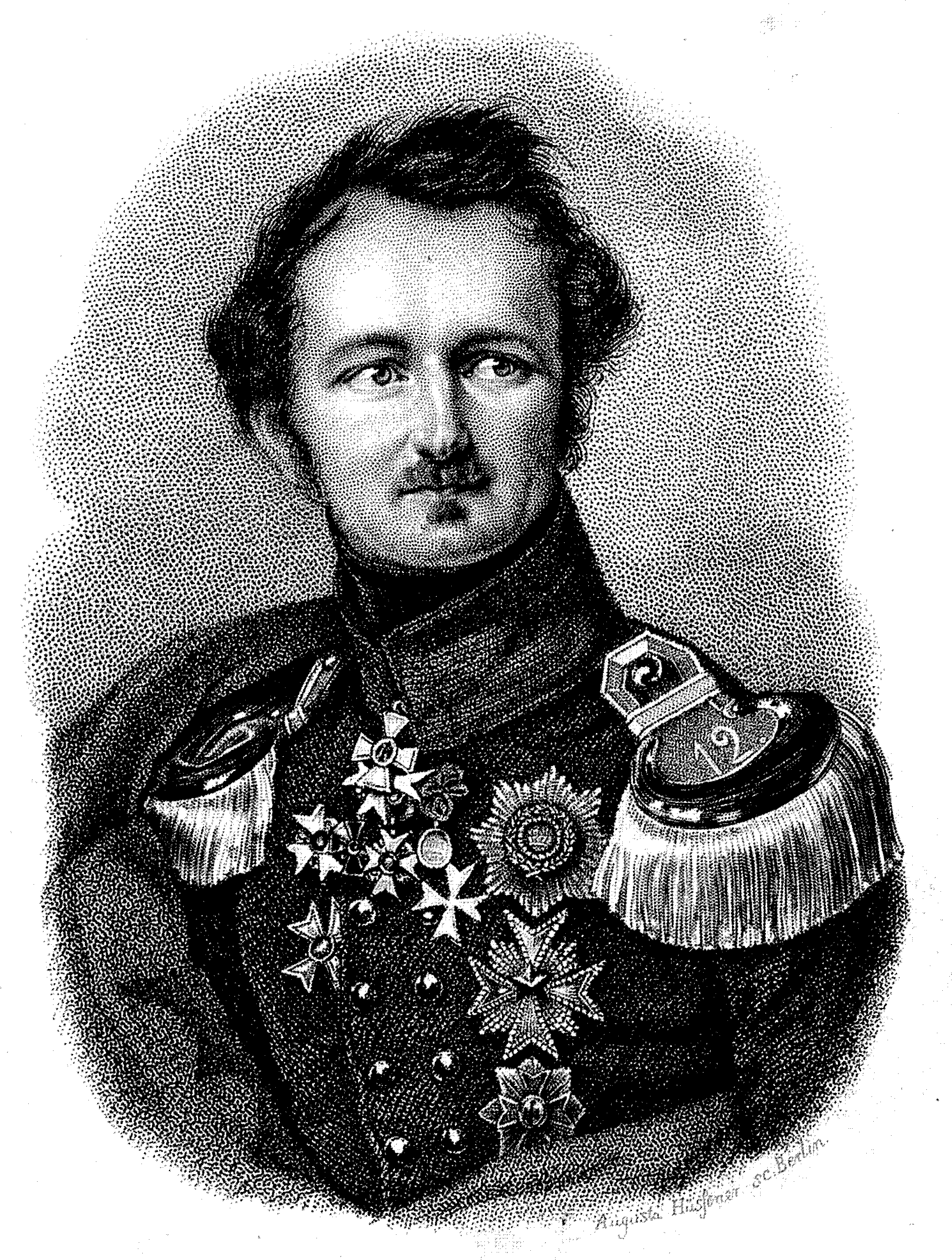
Hermann Ludwig Heinrich Fürst von Pückler-Muskau (1785–1871)

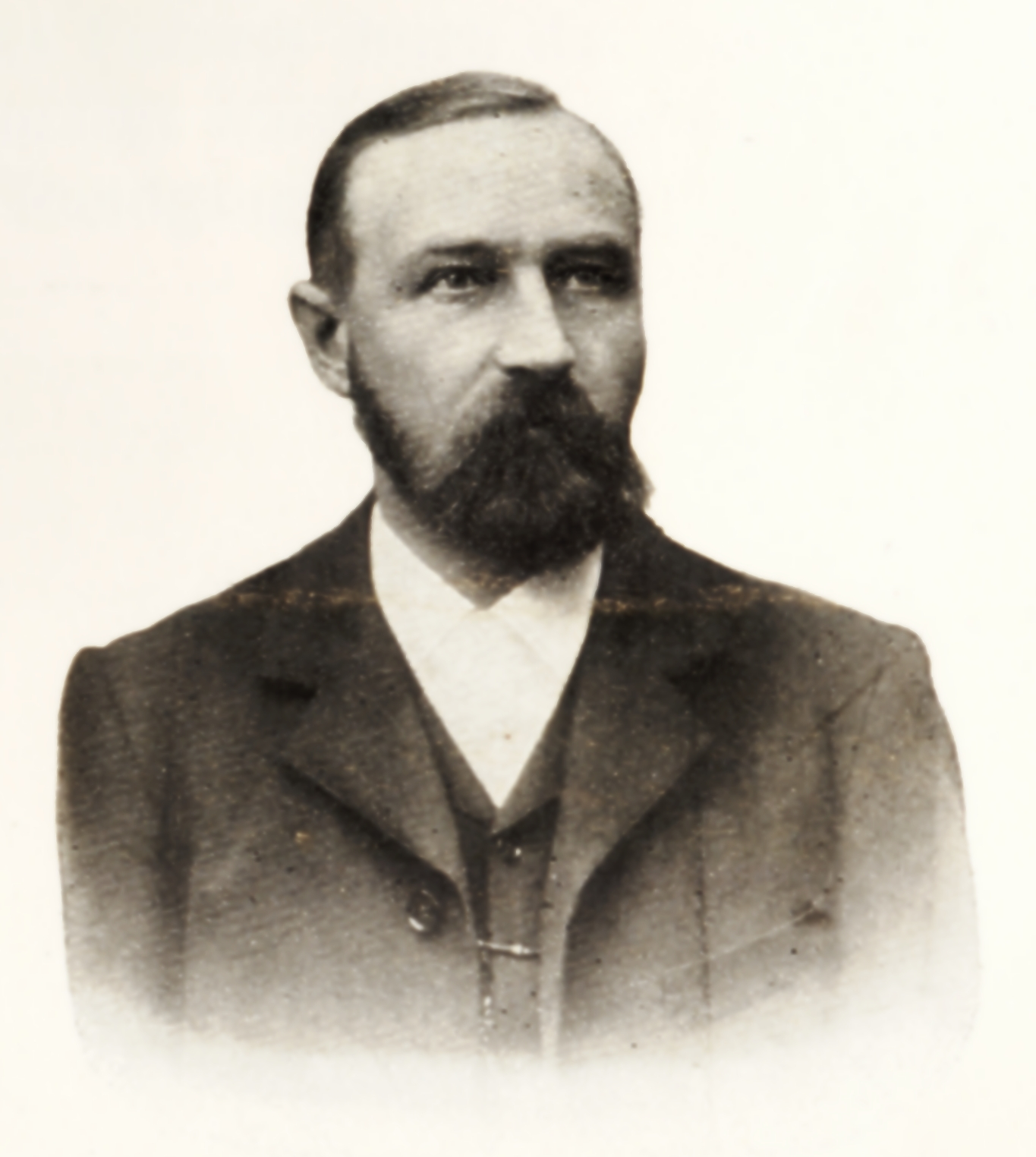
Evariste Mertens (1846–1907)

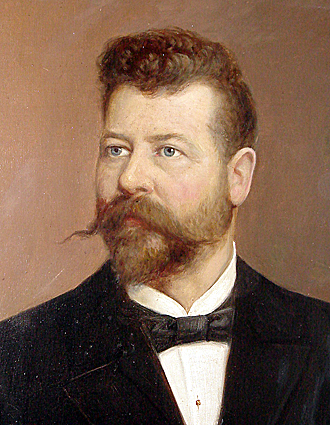
Georg Kuphaldt (1853–1938)

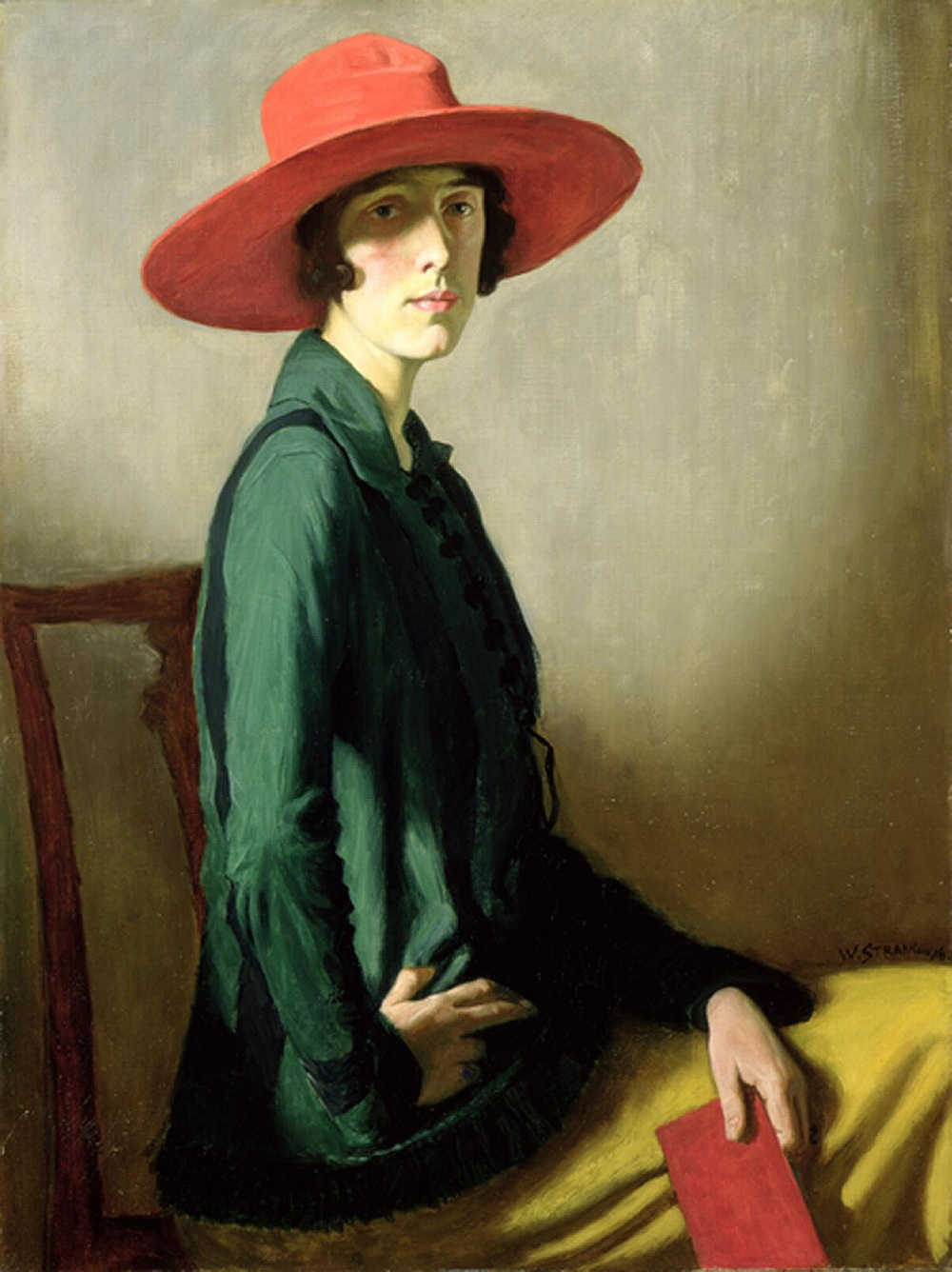
Vita Sackville-West (1892–1962). Gemälde von William Strang, 1918

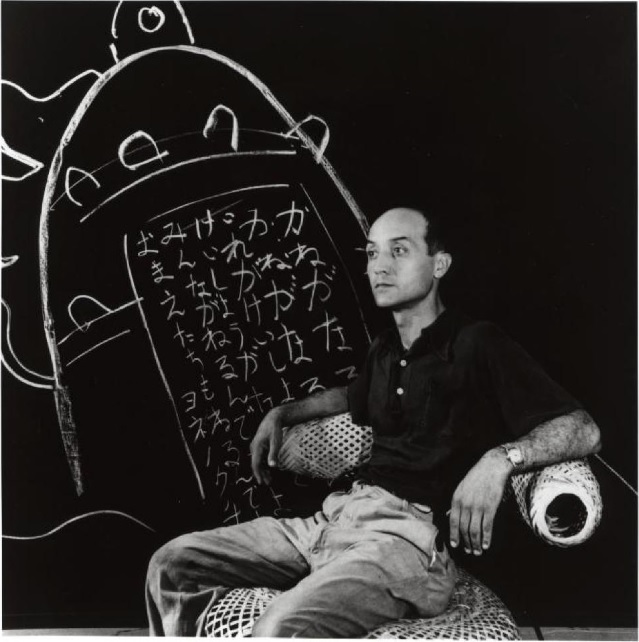
Isamu Noguchi (1904–1988)

Die Liste von Landschaftsarchitekten und Gartengestaltern umfasst nicht nur fachlich ausgebildete Gärtner bzw. Landschaftsarchitekten, sondern auch solche Personen, die aus anderen Berufen heraus als Gartengestalter oder Gartentheoretiker bedeutend wurden.
Die Liste ist nach Todesjahr bzw. Geburtsjahr geordnet.

## Liste

### Todesjahre 1301 bis 1400
- Musō Soseki (auch: Muso Kokushi) (1275–1351), Zen-Priester und Gartengestalter; Japan

### Todesjahre 1401 bis 1500
- Leon Battista Alberti (1404–1472), Architekt und Gartengestalter; Italien

### Todesjahre 1501 bis 1600
- Babur (1483–1530), Mogulherrscher; Afghanistan und Nordindien
- Pacello da Mercogliano (etwa 1444–1534), Gartengestalter; Italien, Frankreich
- Giacomo Barozzi da Vignola (1507–1573), Architekt und Gartengestalter; Italien
- Pirro Ligorio (1514–1583), Maler, Archäologe, Architekt und Gartenarchitekt; Italien
- Johann Peschel (um 1535–1599), Pfarrer, Gartengestalter, Gartenschriftsteller; Deutschland

### Todesjahre 1601 bis 1700
- Salomon de Caus (1576–1626), Architekt, Ingenieur und Gartengestalter; Frankreich, Deutschland, England
- Kobori Masakazu (1579–1647), Teezeremonienmeister und Gartengestalter; Japan
- André Mollet († 1665), Frankreich, Großbritannien
- Jean-Baptiste de La Quintinie (1626–1688), Frankreich
- André Le Nôtre (1613–1700), Frankreich

### Todesjahre 1701 bis 1800
- George London († 1714), Großbritannien
- Johann Friedrich Karcher (1650–1726), Deutschland
- John Vanbrugh (1664–1726), Großbritannien
- Charles Bridgeman (1690–1738), Großbritannien
- Henry Wise (1653–1738), Großbritannien
- Dominique Girard († 1738), Frankreich, Deutschland
- Alexander Pope (1688–1744), Schriftsteller und Gartentheoretiker; Großbritannien
- Joseph Effner (1687–1745), Deutschland
- William Kent (1685–1748), Großbritannien
- Daniel Marot (1661–1752), Niederlande, Großbritannien
- William Shenstone (1714–1763), Dichter, Großbritannien
- Antoine-Joseph Dezallier d’Argenville (1680–1765), Frankreich
- Capability Brown (1716–1783), Großbritannien
- Jobst Anton von Hinüber (1718–1784), Deutschland
- Henry Hoare der Jüngere (1705–1785), Großbritannien
- Christian Cay Lorenz Hirschfeld (1742–1792), Gartentheoretiker; Deutschland
- William Chambers (1723–1796), Architekt und Gartengestalter; Großbritannien
- Nicolas de Pigage (1723–1796), Deutschland
- Horace Walpole, 4. Earl of Orford (1717–1797), Gartentheoretiker; Großbritannien
- Johann Heinrich Müntz (1727–1798), Maler, Grafiker, Architekt, Gartengestalter; Großbritannien, Polen, Ukraine, Deutschland
- Nicolas-Henri Jardin (1720–1799), Architekt; Frankreich, Dänemark

### Todesjahre 1801 bis 1900
- Friedrich Zacharias Saltzmann (1731–1801), Deutschland
- Johann August Eyserbeck (1762–1801), Deutschland
- Simon Gottlieb Zug (1733–1807), Polen
- Hubert Robert (1733–1808), Frankreich
- François-Joseph Bélanger (1744–1818), Frankreich
- Humphry Repton (1752–1818), Großbritannien
- Johann Friedrich Eyserbeck (1734–1818), Deutschland
- Friedrich Ludwig von Sckell (1750–1823), Deutschland
- Heinrich Christoph Jussow (1754–1825), Deutschland
- Gabriel Thouin (1747–1827/29), Frankreich
- André Joseph Ghislain Parmentier (1780–1830), USA
- Christian Ludwig Bosse (1771–1831), Deutschland
- Johann Wolfgang von Goethe (1749–1832), Deutschland
- Johann Karl Krafft (1764–1833), Österreich und Frankreich
- Thomas Blaikie (1751–1838), Frankreich u. a.
- William Sawrey Gilpin (1762–1843), Gartentheoretiker; Großbritannien
- John Claudius Loudon (1783–1843), Großbritannien
- Johann Michael Zeyher (1770–1843), Deutschland
- Johann Peter Paul Bouché (1759–1846), Deutschland
- Maximilian Friedrich Weyhe (1775–1846), Deutschland
- Johann Heinrich Ohlendorff (1788–1857), Deutschland
- Johann Christian Metzger (1789–1852), Deutschland
- Andrew Jackson Downing (1815–1852), USA
- Sebastian Rinz (1782–1861), Deutschland
- Ferdinand Fintelmann (1774–1863), Deutschland
- Joseph Paxton (1803–1865), Großbritannien
- Peter Joseph Lenné (1789–1866), Deutschland
- Ignaz Pilat (1820–1870), Österreich, USA
- Jan David Zocher (1791–1870), Architekt, Städtebauer und Landschaftsarchitekt; Niederlande
- Joseph Clemens Weyhe (1807–1871), Deutschland
- Hermann von Pückler-Muskau (1785–1871), Deutschland
- Wilhelm Hentze (1793–1874), Deutschland
- Gustav Meyer (1816–1877), Deutschland
- Rudolph Siebeck (1812–1878), Deutschland
- Johann Georg Kahl (1809–1879)[1][2]
- William Andrews Nesfield (1793–1881), Großbritannien
- Hermann Jäger (1815–1890), Gartenkünstler, Gartenschriftsteller; Deutschland
- Carl Eduard Adolph Petzold (1815–1891), Deutschland
- Jean-Charles Alphand (1817–1891), Frankreich
- Georges-Eugène Haussmann (1809–1891), Frankreich
- Leopold Karl Theodor Fröbel (1810–1893), Schweiz
- Clement Hodgkinson (1818–1893), Australien
- Theodor II. Nietner (1823–1894), Deutschland
- Wilhelm Benque (1814–1895), Deutschland
- Calvert Vaux (1824–1895), USA
- Charles Eliot (1859–1897), USA
- Heinrich Siesmayer (1817–1900), Deutschland

### Todesjahre 1901 bis 2000
- Paul Viktor Niemeyer (1827–1901), Deutschland
- Frederick Law Olmsted (1822–1903), USA
- Johann Gottlieb Schoch (1853–1905), Deutschland
- Heinrich Scharrer (1828–1906), Deutschland
- Julius Trip (1857–1907), Deutschland
- Evariste Mertens (1846–1907), Schweiz
- Édouard François André (1840–1911), Frankreich, Schweiz, Russland, Litauen u. a.
- William Robert Guilfoyle (1840–1912), Australien
- Gustav II. Adolph Fintelmann (1846–1918), Deutschland
- Otto Kindermann (1843–1917), Deutschland
- Julius Bouché (1846–1922), Deutschland
- Otto Werner (1854–1923), Deutschland
- Jean Claude Nicholas Forestier (1861–1930), Frankreich, Spanien, USA
- Rudolph Jürgens (1850–1930), Deutschland
- Ester Claesson (1884–1931), Schweden
- Fritz Encke (1861–1931), Deutschland
- Ossian Cole Simonds (1855–1932), USA
- Gertrude Jekyll (1843–1932), Großbritannien
- Harold Ainsworth Peto (1854–1933), Großbritannien
- Friedrich Bouché (1850–1933), Deutschland
- Erwin Barth (1880–1933), Deutschland
- Jihei Ogawa (1860–1933), Japan
- Thomas Mawson (1861–1933), Großbritannien
- Carlos Thays (1849–1934), Frankreich, Argentinien
- Leberecht Migge (1881–1935), Deutschland
- William Robinson (1838–1935), Großbritannien
- Philipp Siesmayer (1862–1935), Deutschland
- Joachim Carvallo (1869–1936), Arzt und Gartengestalter; Frankreich
- Georg Kuphaldt (1853–1938), Gartenarchitekt; Deutschland, Russisches Reich
- Heinrich Zeininger (1867–1939), Deutschland
- Leonard Anthony Springer (1855–1940), Gartenarchitekt; Niederlande
- Walter von Engelhardt (1864–1940), Gartenarchitekt; Baltikum, Düsseldorf
- Wilhelm Schomburg (1870–1940), Stadtgartendirektor, Rostock
- Reginald Blomfield (1856–1942), Gartentheoretiker; Großbritannien
- Ruth Brandberg (1878–1944), Gartenarchitektin, Schweden
- Edwin Lutyens (1869–1944), Architekt und Gartengestalter; Großbritannien
- Georg Potente (1876–1945), Deutschland
- Harry Maasz (1880–1946), Deutschland, Spanien
- Fritz Schumacher (1869–1947), Architekt und Stadtplaner; Deutschland
- Camillo Karl Schneider (1876–1951), Deutschland
- Jens Jensen (1860–1951), Deutschland, USA
- Max Laeuger (1864–1952), Deutschland
- Albert Esch (1883–1954), Österreich
- Gustav Ammann (1885–1955), Schweiz
- Ferdinand Tutenberg (1874–1956), Deutschland
- Ludwig Lesser (1869–1957), Deutschland
- Paul Freye (1869–1958), Deutschland, Polen
- Beatrix Farrand (1872–1959), USA
- Vita Sackville-West (1892–1962), Großbritannien
- Jacques Gréber (1882–1962), Frankreich
- Gerard Antoni Ciołek (1909–1966), Gartenhistoriker; Polen
- Reinhold Lingner (1902–1968), Deutschland
- Gustav Lüttge (1909–1968), Gartenarchitekt, Deutschland
- Richard Neutra (1892–1970), Architekt und Gartengestalter; USA u. a.
- Karl Foerster (1874–1970), Deutschland
- Alfred Reich (1908–1970), Deutschland, Wirkungsgebiet insbesondere München
- Fletcher Steele (1885–1971), Gartenarchitekt; USA
- Arne Jacobsen (1902–1971), Deutschland[3]
- Hermann Mattern (1902–1971), Deutschland[3]
- Heinrich Wiepking-Jürgensmann (1891–1973), Deutschland
- Gustav Allinger (1891–1974), Deutschland
- Wilhelm Hübotter (1895–1976), Deutschland
- Konrad Glocker (1900–1977)[3]
- C.Th. Sørensen (1893–1979), Dänemark
- Ernst Cramer (1898–1980), Schweiz
- Reinhard Goosmann (1908–1980), Deutschland[3]
- Herta Hammerbacher (1900–1985), Deutschland
- Russell Page (1906–1985), Großbritannien
- Karl Plomin (1904–1986), Deutschland
- Isamu Noguchi (1904–1988), Bildhauer und Gartengestalter, Japan, USA
- James C. Rose (1913–1991), USA
- Günther Schulze (1927–1994), Deutschland
- Roberto Burle Marx (1909–1994), Brasilien
- Günther Grzimek (1915–1996), Deutschland
- Geoffrey Alan Jellicoe (1900–1996), Großbritannien
- Kurt Schönbohm (1908–1997), Deutschland
- Alfred Caldwell (1903–1998), USA, USA
- Dieter Kienast (1945–1998), Schweiz, Deutschland
- Wilhelmina Jacoba Moussault-Ruys (= Mien Ruys; 1904–1999), Niederlande
- Rudolf Skribbe (1923–1999)[3]
- Hideo Sasaki (1919–2000), USA
- Garrett Eckbo (1910–2000), USA

### Todesjahre seit 2001
- Ian L. McHarg (1920–2001), USA
- Dan Kiley (1912–2004), USA
- Ian Hamilton Finlay (1925–2006), Dichter, Gartengestalter; Schottland
- Sven-Ingvar Andersson (1927–2007), Dänemark
- Henk Gerritsen (1948–2008), Niederlande
- Lawrence Halprin (1916–2009), USA
- Wolfgang Oehme (1930–2011), Deutschland
- James van Sweden (1935–2013), USA
- Michel Corajoud (1937–2014), Frankreich
- Hans Loidl (1944–2015), Österreich
- Hans Luz (1926–2016), Deutschland
- Helmuth Rockholtz (1923–2017)[3]
- Beth Chatto (1923–2018), Großbritannien
- Richard Haag (1923–2018), USA
- Charles Jencks (1939–2019), USA
- Richard Bödeker (1934–2019), Deutschland
- Georg Penker (1926–2023)[3]

### Lebende Personen
- Penelope Hobhouse (* 1929), Großbritannien
- Bernard Lassus (* 1929), Frankreich
- Albin Hennig (* 1931)[3]
- Peter Walker (* 1932), USA
- Brian Clouston (* 1935), Großbritannien
- Horst Wagenfeld (* 1935)[3]
- Alain Roger (* 1936), Philosoph, Gartentheoretiker; Frankreich
- Robert Murase (* 1938), USA
- Laurie Olin (* 1939), USA
- Peter Latz (* 1939), Deutschland
- Reiner Martin (* 1941)[3]
- Wedig Pridik (* 1943)[3]
- Gilles Clément (* 1943), Frankreich
- Arend Jan van der Horst (* 1943), Niederlande
- Piet Oudolf (* 1944), Niederlande
- Mario Terzic (* 1945), Österreich
- Martha Schwartz (* 1950), USA
- Christopher Bradley-Hole (* 1951), Großbritannien
- Kathryn Gustafson (* 1951), USA
- Michael R. Van Valkenburgh (* 1951), USA
- Tim Smit (* 1954), Großbritannien
- Henri Bava (* 1957), Frankreich
- Noel Kingsbury (* 1958), Großbritannien
- Heiner Luz (* 1959), Deutschland
- Adriaan Geuze (* 1960), Niederlande
- Tom Stuart-Smith (* 1960), Großbritannien
- Maurus Schifferli (* 1973), Schweiz
- Bas Smets (* 1975), Belgien
- Ali Kemal Arkun (* 1978), Türkei

### Personen mit unbekannten Lebensdaten
- Zhang Nanyuan (auch: Zhang Lian) (1587–?), Maler und Gartengestalter; China
- Carl Rimann (* 1870–?), Deutschland
- Luciano Giubbilei, Italien
- Helga Rose-Herzmann, Essen, Deutschland[3]